# Miss México 2024
Miss México 2024 fue la 6.ª edición del certamen Miss México la cual se realizó en el Teatro Metropólitan de la Ciudad de México el sábado 3 de agosto de 2024 . Treinta y tres candidatas de toda la República Mexicana y una de la Comunidad mexicana en los Estados Unidos compitieron por el título nacional, el cual fue ganado por Maryely Leal de Sinaloa quien compitió en Miss Mundo 2025 en India. Leal fue coronada por la Miss México saliente Alejandra Díaz de León, convirtiéndose en la sexta sinaloense en ir a Miss Mundo.
También fueron coronadas en diversas etapas durante la noche final Angie López de Hidalgo quien compitió en Miss Supranacional 2025 en Polonia logrando colocarse dentro del Top 24, Melody Murguía de Estados Unidos quien compitió en Miss Cosmo 2024 en Vietnam logrando colocarse dentro del Top 10, Sofía González de Nuevo León quien compitió en Miss Elite 2024 en Egipto logrando colocarse como 3.ª Finalista y obtener la corona como Miss Elite Américas, Danna Larrañaga de Oaxaca quien compitió en el Reinado Internacional del Café 2025 en Colombia logrando colocarse dentro del Top 6. Además de esta misma generación en el mes de abril mediante una dinámica fue elegida Grecia Miranda de Morelos quien compitió en Top Model of the World 2024 en Egipto logrando colocarse dentro del Top 12. El día 15 de marzo de 2025 fue designada María López de Jalisco rumbo a Top Model of the World 2025 en Egipto logrando colocarse como 5.ª Finalista. El día 19 de mayo de 2025 fue designada oficialmente Luisana Alderete de Chihuahua rumbo a Miss Elite 2025 en Egipto. El día 7 de junio de 2025 fue designada oficialmente Sofía Zamora de Quintana Roo rumbo a Miss Global City 2025 en Taiwan. El 11 de julio fue designada oficialmente Carol Méndez de Guerrero rumbo a Reina Mundial del Banano 2025 en Ecuador.

## Resultados
| Posición         | Candidata |
| Miss México 2024 | - Sinaloa - Maryely Leal |
| 1.ª Finalista    | - Quintana Roo - Sofía Zamora |
| 2.ª Finalista    | - Chihuahua - Luisana Alderete |
| 3.ª Finalista    | - Tamaulipas - Carla Barrientos |
| 4.ª Finalista    | - Ciudad de México - Zahara Mercado |
| Top 16           | - Chiapas - Daniela Nucamendi - Coahuila - Karen Ferreira - Estado de México - Gisset Licona - Estados Unidos - Melody Murguía Δ - Guerrero - Carol Méndez - Jalisco - María López - Nuevo León - Sofía González Δ - Querétaro - María Escutia - Oaxaca - Danna Larrañaga Δ - Sonora - Angélica Willem - Tabasco - Yajari Brizuela § |

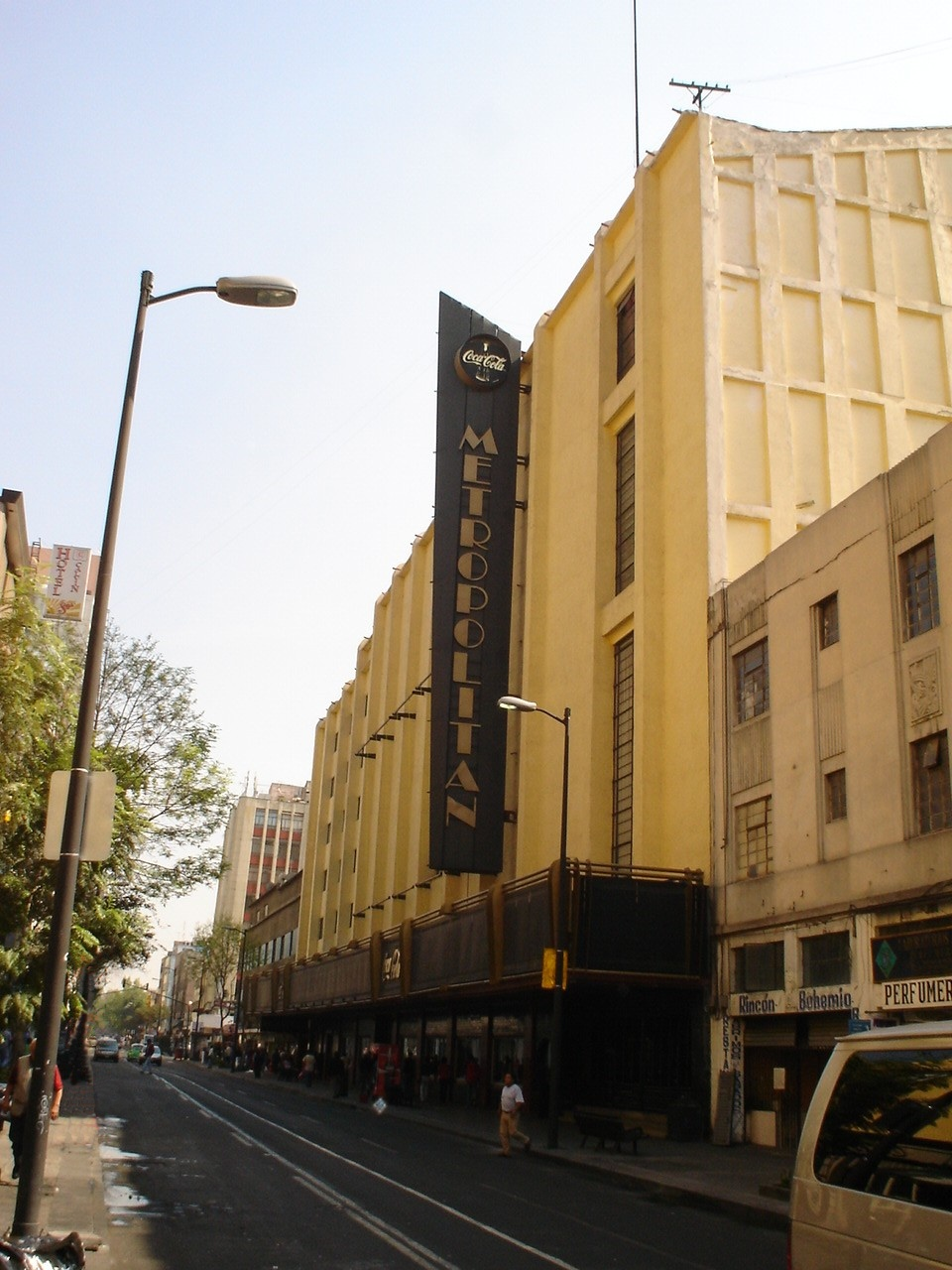
Teatro Metropolitan
Recinto sede de Miss México 2024.

- § Ganadora del Reto Multimedia, con pase directo al cuadro de 16 semifinalistas.
- Δ Ganadoras de títulos nacionales en el intermedio de la competencia en traje de baño.

## Áreas de competencia

### Elección de Miss México Top Model of the World
En el mes de abril se lanzó una convocatoria especial para la elección de la primera reina nacional de la generación, mediante votación del público se eligió a las 16 semifinalistas quienes se enfrentaron a otra serie de votaciones para elegir a 4 de las siguientes 8 finalistas, las 4 restantes sería electas por el jurado (3 del Top 16 y 1 más de las chicas que no entraron al cuadro del Top 16), posteriormente mediante entrevista el jurado elegiría al Top 3 final de esta dinámica, dando a conocer a la primera reina nacional de la generación, quien evidentemente no participaría en la etapa final del certamen. La ganadora fue Grecia Miranda de Morelos quien compitió en Top Model of the World 2024 en Egipto. De esta primera fase las representantes de Michoacán, San Luis Potosí y Veracruz renunciaron después de la dinámica y fueron reemplazadas para la etapa final.
| Posición                                | Candidata |
| Miss México Top Model of the World 2024 | - Morelos - Grecia Miranda |
| Top 3                                   | - Durango - Joselyn Macías - Jalisco - María López |
| Top 8                                   | - Chiapas - Daniela Nucamendi - Michoacán - Elisa Iñiguez § - Querétaro - María Escutia - Sinaloa - Maryely Leal - Yucatán - Vianey Cardós |
| Top 16                                  | - Baja California Sur - Dania Rosales - Ciudad de México - Zahara Mercado - Coahuila - Karen Ferreira - Estados Unidos - Melody Murguía - Hidalgo - Angie López - Nuevo León - Sofía González - San Luis Potosí - Elizabeth Mora - Tabasco - Yajari Brizuela - Veracruz - Marlene Coronado |

- § Elegida por los jueces con pase directo al cuadro de 8 finalistas.

#### Jurado
- Priscila Valverde  - Miss México Top Model of the World 2021
- Mariana Macías - Top Model of the World 2023
- Edgar Escobedo - Director de Citromodelos y Coordinador general de Míster México
- Blado Vásquez - Coach de pasarela

### Competencia de Traje Típico
En esta competencia las concursantes no fueron evaluadas, únicamente los trajes típicos. Es una competencia que muestra la riqueza del país que se encarna en los trajes coloridos y fascinantes hechos por diseñadores mexicanos donde se combina el pasado y el presente de México, en esta etapa no participó Morelos pues ya había sido electa reina nacional en una primera etapa.
Para la organización nacional este evento es muy importante porque se da a conocer el trabajo creativo de los grandes diseñadores mexicanos y también selecciona el traje para representar a México a nivel internacional.
| Posición      | Estado                         |
| Traje Ganador | - Guerrero - "Jaguar"          |
| 1.ª Finalista | - Michoacán - "Diosa Artesana" |
| 2.ª Finalista | - Hidalgo - "Mijcailhuitl"     |

| - Aguascalientes - "Diosa Matlachin" - Baja California - "Kikapu" - Baja California Sur - "Mujer California" - Campeche - "Linda Campechana" - Chiapas - "Señora de la Sucesión" - Chihuahua - "Princesa Apache" - Ciudad de México - "Quetzácopotli" - Coahuila - "Serpiente Emplumada" - Colima - "Fiesta de los Morenos" - Durango - "San Juan del Río" - Estado de México - "Raíces Ancestrales" - Estados Unidos - "Vestido Oaxaqueño" - Guanajuato - "El Olor de la Fiesta de Rebozo" - Guerrero - "Jaguar" - Hidalgo - "Mijcailhuitl" - Jalisco - "Esencia de Jalisco" | - Michoacán - "Diosa Artesana" - Nayarit - "Fiesta Huichol" - Nuevo León - "Buda del Desierto" - Oaxaca - "Flor de Piña" - Puebla - "Talavera a través del Tiempo" - Querétaro - "Viva la Sierra Queretana" - Quintana Roo - "Chetumaleña" - San Luis Potosí - "Jaguar" - Sinaloa - "Alegoría del Mar" - Sonora - "El Gran Águila" - Tabasco - "Mujer Choca" - Tamaulipas - "Traje del Norte de Tamaulipas" - Tlaxcala - "Cuna de la Nación y el Mestizaje" - Veracruz - "Vestido Veracruzano" - Yucatán - "La Magia de Yucatán en cada Hilo" - Zacatecas - "La Cultura Chinameca Vive" |

### Semifinal: Elección Miss México Supranational
La competencia semifinal y elección de "Miss México Supranational" se realizó en el Teatro Metropolitan de la Ciudad de México el sábado 3 de agosto horas antes de la competencia final. Previo al final del evento, todas las candidatas compitieron en traje de baño y traje de noche como parte de la selección de las 15 candidatas quienes completarían el top 16 (ya que 1 candidata tendría el pase directo al Top 16 por ganar el reto multimedia). El nombre de las 16 concursantes que formaron parte del Top 16 fue revelado durante el inicio en vivo del evento final. La conducción del evento estuvo a cargo de Lezly Díaz y Alex García.
La ganadora de Miss México Supranational 2025 fue Angie López de Hidalgo quien competirá en Miss Supranational 2025 en Polonia. El evento fue la 2.ª edición del concurso "Miss México Supranational" como concurso oficial donde de manera individual se elige a la representante de México para Miss Supranacional. La ganadora de este evento no participó en la competencia final. López fue coronada por la Miss México Supranational saliente Andrea Sáenz, convirtiéndose en la primera hidalguense en ir a Miss Supranacional.
| Posición                       | Candidata |
| Miss México Supranational 2025 | - Hidalgo - Angie López |
| 1.ª Finalista                  | - Quintana Roo - Sofía Zamora |
| 2.ª Finalista                  | - Chiapas - Daniela Nucamendi |
| 3.ª Finalista                  | - Veracruz - Victoria Díaz |
| 4.ª Finalista                  | - Guanajuato - Karen Ortiz |
| Top 10                         | - Aguascalientes - Jaqueline Salas - Baja California Sur - Dania Rosales - Campeche - Daniela Alcázar - Michoacán - Jeannett Cervantes - Tlaxcala - Amayrany Castillo |

### Final
La gala final fue transmitida en vivo a través de Youtube desde el Teatro Metropolitan de la Ciudad de México inmediatamente después de finalizada la competencia semifinal. La conducción del evento estuvo a cargo de a cargo de Lezly Díaz y Alex García.
El grupo de 16 semifinalistas se dio a conocer durante la competencia final: 15 seleccionadas por un jurado preliminar, quienes eligieron a las concursantes que más destacaron en las tres áreas de competencia durante la etapa preliminar y 1 ganadora del reto multimedia.
- Las 16 semifinalistas desfilaron en una nueva ronda en traje de baño.
- Posterior a la competencia en traje de baño se eligieron a 5 finalistas de las cuales saldrían las reinas nacionales rumbo a Miss Cosmo, Miss Elite y al Reinado Internacional del Café.
- Las 13 semifinalistas restantes desfilaron en vestido de noche, para posterior elegir a las 5 finalistas.
- Las 5 finalistas se sometieron a una pregunta final y posteriormente dieron una última pasarela, donde el panel de jueces consideró la impresión general que dejó cada una de las finalistas para votar y definir posiciones finales.

### Elección Miss México Cosmo, Miss México Elite y Miss México RIC
| Posición                | Candidata                         |
| Miss México Cosmo 2024  | - Estados Unidos - Melody Murguía |
| Miss México Elite 2024  | - Nuevo León - Sofía González     |
| Miss México R.I.C. 2025 | - Oaxaca - Danna Larrañaga        |
| 1.ª Finalista           | - Jalisco - María López           |
| 2.ª Finalista           | - Tabasco - Yajari Brizuela       |

#### Jurado
- Vanessa Ponce de León - Miss Mundo 2018 y modelo
- Manuel Mora - CEO Prosesa y productor de eventos
- Dr. Nabani Matus Lerma - Cirujano estético y CEO de Natural Clinical & Spa
- Ana Ugarte - Miss World Venezuela 2017
- Moisés Peñaloza - Mister Supranational México 2022 y actor
- Emmy Peña - Miss World Dominican Republic 2022
- Dr. Juan Manuel Chaparro - Cirujano plástico
- Lic. Marina Salgado Monroy
- Marifer Centeno - Grafóloga

#### Entretenimiento
- Intermedio: Flor Yvone Quezada interpretando "Ya Verás" y "Triste"
- Intermedio: Vivi Barrera interpretando "The Greatest Showman" y "This is Me"

### Premios Especiales
| Premio                | Candidata                             |
| Miss Fotogénica       | - Baja California Sur - Dania Rosales |
| Miss Simpatía         | - Colima - Fernanda Nares             |
| Miss Multimedia       | - Tabasco - Yajari Brizuela           |
| Belleza con Propósito | - Hidalgo - Angie López               |
| Reto Deportivo        | - Campeche - Daniela Alcázar          |
| Reto Belleza de Playa | - Nuevo León - Sofía González         |
| Reto Talento          | - Aguascalientes - Jaqueline Salas    |
| Reto Top Model        | - Zacatecas - Fabiola Gutiérrez       |
| Reto Cara a Cara      | - Quintana Roo - Sofía Zamora         |
| Reto Sororidad        | - San Luis Potosí - Alejandra Estrada |
| Reto Inglés           | - Estados Unidos - Melody Murguía     |
| Reto Danzas de México | - Guerrero - Carol Méndez             |
| Reto Flame            | - Chihuahua - Luisana Alderete        |
| Arreglo Personal      | - Coahuila - Karen Ferreira           |

## Candidatas
| Estado              | Candidata                           | Edad | Estatura | Residencia              |
| Aguascalientes      | Jaqueline Salas Sánchez             | 26   | 1.75     | Aguascalientes          |
| Baja California     | Jeanette Valdez Trujillo            | 27   | 1.70     | Mexicali                |
| Baja California Sur | Dania Judith Rosales Lizárraga      | 19   | 1.71     | Cabo San Lucas          |
| Campeche            | Daniela Alcázar Telis               | 25   | 1.70     | Campeche                |
| Chiapas             | Daniela Nucamendi Gutiérrez         | 24   | 1.74     | Comitán                 |
| Chihuahua           | Luisana García Alderete             | 22   | 1.66     | Camargo                 |
| Ciudad de México    | Zahara Mercado Gómez                | 26   | 1.76     | Ciudad de México        |
| Coahuila            | Karen Ferreira Martínez             | 24   | 1.84     | Cuatrociénegas          |
| Colima              | María Fernanda Sánchez Nares        | 24   | 1.72     | Colima                  |
| Durango             | Joselyn Macías Hernández            | 26   | 1.82     | Gómez Palacio           |
| Estado de México    | Gisset Licona                       | 25   | 1.77     | Coacalco                |
| Estados Unidos      | Melody Deyanira Murguía Reyes       | 23   | 1.68     | Tucson                  |
| Guanajuato          | Karen Gisela Ortiz Torres           | 24   | 1.79     | León                    |
| Guerrero            | Carol Marianne Méndez Roa           | 22   | 1.70     | Iguala                  |
| Hidalgo             | Angie López Melchum                 | 24   | 1.76     | Tulancingo              |
| Jalisco             | María Fernanda López Hernández      | 25   | 1.77     | Guadalajara             |
| Michoacán           | Verónica Jeannett Cervantes Zolorio | 25   | 1.70     | Buenavista              |
| Morelos             | Grecia Paulina Miranda Salgado      | 25   | 1.77     | Cuernavaca              |
| Nayarit             | Fátima Jacqueline Caro García       | 20   | 1.75     | Xalisco                 |
| Nuevo León          | Sofía González Fonseca              | 24   | 1.74     | García                  |
| Oaxaca              | Danna Paola Ávalos Larrañaga        | 19   | 1.73     | Guadalajara             |
| Puebla              | Beatriz Leal Guajardo               | 22   | 1.72     | Puebla                  |
| Querétaro           | María Elena Martínez Escutia        | 22   | 1.70     | San Juan del Río        |
| Quintana Roo        | Sofía Zamora Macías                 | 27   | 1.68     | Colima                  |
| San Luis Potosí     | Alejandra Estrada                   | 26   | 1.71     | San Luis Potosí         |
| Sinaloa             | Maryely Leal Cervantes              | 27   | 1.80     | Guasave                 |
| Sonora              | Angélica Willem                     | 25   | 1.70     | San Luis Río Colorado   |
| Tabasco             | Yajari Brizuela Estrada             | 22   | 1.77     | San Julián              |
| Tamaulipas          | Carla Karen Barrientos Castillo     | 25   | 1.70     | Tampico                 |
| Tlaxcala            | Amayrany Castillo Cruz              | 22   | 1.72     | Tetla de la Solidaridad |
| Veracruz            | Victoria Isabel Diaz Sanchez        | 24   | 1.66     | Coatzacoalcos           |
| Yucatán             | Vianey Cardós                       | 21   | 1.68     | Mérida                  |
| Zacatecas           | Fabiola Estefanía Gutiérrez Ojeda   | 25   | 1.70     | San Juan del Río        |

## Sobre los Estados en Miss México 2024

### Debut
- Estados Unidos

### Reemplazos
- Ciudad de México - Victoria Rodríguez renunció a su título estatal y participación en la competencia nacional. Su 1.ª Finalista Zahara Mercado fue nombrada como la nueva representante y titular estatal.
- Michoacán - Elisa Iñiguez renunció a su participación en la etapa final del certamen. Su 2.ª Finalista Jeannett Cervantes fue nombrada como la nueva representante y titular estatal.
- San Luis Potosí - Elizabeth Mora renunció a su participación en la etapa final del certamen, fue reemplazada por Alejandra Estrada. Elizabeth Mora a su vez, había suplido a Mariana García quien también renunció al título estatal.
- Veracruz - Marlene Coronado renunció a su participación en la etapa final del certamen. Fue reemplazada por Victoria Díaz.

## Crossovers
| Miss Mundo - 2025: Sinaloa - Maryely Leal Miss Supranacional - 2025: Hidalgo - Angie López (Top 24) Miss Cosmo - 2024: Estados Unidos - Melody Murguía (Top 10) - Representando a México Miss Elite - 2025: Chihuahua - Luisana Alderete (Por Competir) - 2024: Nuevo León - Sofía González (3.ª Finalista) Top Model of the World - 2025: Jalisco - María López (5.ª Finalista) - 2024: Morelos - Grecia Miranda (Top 6) Miss Global City - 2025: Quintana Roo - Sofía Zamora (Por Competir) Reinado Internacional del Café - 2025: Oaxaca - Danna Larrañaga (Top 12) Reina Mundial del Banano - 2025: Guerrero - Carol Méndez (Por Competir) Miss Mesoamérica Internacional - 2023: Tamaulipas - Carla Barrientos Miss México - 2023: Chiapas - Daniela Nucamendi (Top 10) - 2023: Quintana Roo - Sofía Zamora (1.ª Finalista) - Representando a Colima - 2023: Morelos - Grecia Miranda (Top 10) - 2021: Michoacán - Jeannett Cervantes - Representando a Durango Miss Universe Mexico - 2025: Coahuila - Karen Ferreira (Por Competir) Mexicana Universal - 2023: Estados Unidos - Melody Murguía (5.ª Finalista) - 2018: Sinaloa - Maryely Leal (2.ª Finalista) Miss Earth México - 2016: Morelos - Grecia Miranda Miss Globe México - 2020: Chihuahua - Luisana Alderete Embajadora México - 2023: Tamaulipas - Carla Barrientos (Miss Mesoamérica México) Miss Mesoamérica México - 2017: Morelos - Grecia Miranda Miss Teen Earth México - 2018: Tabasco - Yajari Brizuela Miss Chiapas - 2021: Chiapas - Daniela Nucamendi (Designada) - 2017: Chiapas - Daniela Nucamendi (1.ª Finalista) Miss Ciudad de México - 2023: Ciudad de México - Zahara Mercado (1.ª Finalista) - 2021: Ciudad de México - Zahara Mercado Miss Colima - 2021: Quintana Roo- Sofía Zamora (Ganadora) Miss Durango - 2019: Michoacán- Jeannett Cervantes (Designada) Miss Guanajuato - 2019: Guanajuato - Karen Ortiz Miss Jalisco - 2023: Oaxaca - Danna Larrañaga (1.ª Finalista) | Miss Michoacán - 2023: Michoacán- Jeannett Cervantes (2.ª Finalista) - 2018: Michoacán- Jeannett Cervantes Miss Morelos - 2021: Morelos - Grecia Miranda (Designada) Miss Puebla - 2021: Puebla - Beatriz Leal Miss Querétaro - 2023: Zacatecas - Fabiola Gutiérrez (1.ª Finalista) Miss Sonora - 2019: Sonora - Angélica Willem (1.ª Finalista) Miss Tamaulipas - 2018: Tamaulipas - Carla Barrientos (1.ª Finalista) Miss Veracruz - 2021: Veracruz - Victoria Díaz (3.ª Finalista) Miss Universe Coahuila - 2025: Coahuila - Karen Ferreira (Designada) Mexicana Universal Jalisco - 2021: Tabasco - Yajari Brizuela (Top 6) Mexicana Universal Sinaloa - 2017: Sinaloa - Maryely Leal (Ganadora) Mexicana Universal USA - 2022: Estados Unidos - Melody Murguía (Ganadora) Mexicana Universal Arizona - 2022: Estados Unidos - Melody Murguía (Ganadora) Miss Earth Morelos - 2016: Morelos - Grecia Miranda (Designada) Miss Earth San Luis Potosí - 2023: San Luis Potosí - Alejandra Estrada (Miss Earth SLP-Air) Miss Earth Veracruz - 2019: Veracruz - Victoria Díaz Miss Globe Chihuahua - 2020: Chihuahua - Luisana Alderete (Ganadora Teen) Embajadora Tamaulipas - 2022: Tamaulipas - Carla Barrientos (Designada) Miss Mesoamérica Morelos - 2017: Morelos - Grecia Miranda (Designada) Miss Turismo Tlaxcala - 2023: Tlaxcala - Amayrany Castillo Miss Teen Michoacán - 2016: Michoacán- Jeannett Cervantes Miss Teen Earth Jalisco - 2018: Tabasco - Yajari Brizuela (Ganadora) Reina de Cristal Chiapas - 2022: Chiapas - Daniela Nucamendi (Ganadora) Reina Comitán - 2018: Chiapas - Daniela Nucamendi (Ganadora) Reina de la Feria del Elote Xalisco - 2023: Nayarit - Fátima Caro (Ganadora) Embajadora de la Feria de Todos los Santos Colima - 2022: Colima - Fernanda Nares Señorita San Julián - 2018: Tabasco - Yajari Brizuela (Ganadora) Señorita Imagen Porteña - 2018: Veracruz - Victoria Díaz (1.ª Finalista) Señorita Instituto Tecnológico de Durango - 2021: Estado de México - Gisset Licona (Ganadora) |